# Río Patate
Der Río Patate ist der ca. 115 km lange linke Quellfluss des Río Pastaza in Zentral-Ecuador. Im Ober- und Mittellauf heißt der Fluss Río Cutuchi.

## Flusslauf
Der Río Cutuchi entspringt in der Provinz Cotopaxi an der Nordflanke des Vulkans Cotopaxi in der Cordillera Real. Er umfließt den Berg anfangs nach Westen und schließlich nach Süden. Der Río Cutuchi durchfließt das zentrale Hochtal von Ecuador in südlicher Richtung. Er passiert die Großstadt Latacunga sowie die Kleinstädte San Miguel de Salcedo und Patate. Größere Nebenflüsse sind Río Aláquez, Río Illuchi und Río Yanayacu von links sowie Río Nagsiche und Río Ambato von rechts. Auf den unteren 40 Kilometern, in der Provinz Tungurahua, heißt der Fluss Río Patate. Dieser trifft schließlich 5,7 km westlich von Baños auf den von Süden kommenden Río Chambo, mit welchem er sich zum Río Pastaza vereinigt.

## Hydrologie
Das Einzugsgebiet umfasst etwa 4200 km². Der mittlere Abfluss oberhalb der Einmündung des Río Yanayacu beträgt 12,9 m³/s.